# How to Marry a Millionaire
How to Marry a Millionaire is een Amerikaanse filmkomedie uit 1953 onder regie van Jean Negulesco met in de hoofdrollen Marilyn Monroe, Betty Grable en Lauren Bacall.
De film is gebaseerd op de toneelstukken The Greeks Had a Word for It van Zoe Akins en Loco van Dale Eunson en Katherine Albert en gaat over drie modellen op zoek naar een rijke man.
De film was een groot succes in de bioscopen en kreeg een Oscarnominaties voor Beste kostuums, ook was er een BAFTA nominatie voor Beste film.

## Verhaal

Monroe als Pola, Grable als Loco and Bacall als Schatze

Drie modellen, Schatze Page, Loco Dempsey en Pola Debevoise huren een luxueus appartement in New York van miljonair Freddie Danmark, die in Europa verblijft. De meisjes hebben weinig geld en verpanden een aantal meubels van Danmark. Om hun geldproblemen te laten verdwijnen, plannen de drie meisjes een huwelijk met een miljonair. Schatze heeft een oogje op de rijke weduwnaar J.D. Hanley, terwijl ze tegelijkertijd de arme, eenvoudige maar vasthoudende Tom Brookman van zich af slaat. Loco maakt kennis met een getrouwde zakenman die haar meeneemt naar zijn hut in Maine. Loco, die dacht dat ze naar een luxe verblijf gingen, is erg teleurgesteld. Ze komt echter Eben tegen, en ze krijgt de indruk dat hij de eigenaar is van het omliggende land. Voordat ze erachter komt dat Eben meer een boswachter is, is het al te laat, ze is verliefd. De bijziende Pola, die weigert een bril te dragen, valt voor een Arabische oliemagnaat. De man is echter een oplichter en gelukkig voor Pola loopt ze haar volgende afspraak met hem mis. Door haar bijziendheid leest ze de bordjes op het vliegveld verkeerd en belandt in een ander vliegtuig. Daar ontmoet ze een andere man en de vonk springt over. Het blijkt dat ze verliefd is op haar huisbaas, de miljonair Freddy Denmarkt. Pola en Loco keren met hun veroveringen terug naar New York voor het huwelijk tussen Schatze en J.D. Ook Tom is van de partij en tot haar grote verbazing hoort ze dat haar stalker veel rijker is dan haar aanstaande. Schatze die niet echt van J.D. houdt, ziet af van haar huwelijk en trouwt in plaats daarvan met Tom.

## Rolverdeling

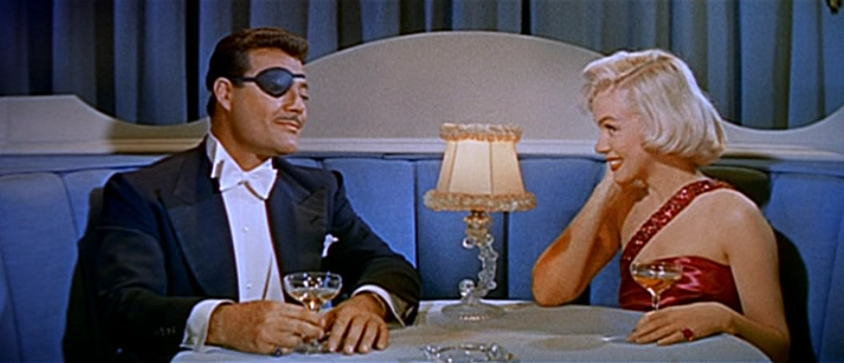
Monroe en Alexander D'Arcy

| Acteur           | Personage       |
| ---------------- | --------------- |
| Lauren Bacall    | Schatze Page    |
| Marilyn Monroe   | Pola Debevoise  |
| Betty Grable     | Loco Dempsey    |
| David Wayne      | Freddie Denmark |
| Cameron Mitchell | Tom Brookman    |
| Alex D'Arcy      | J.S.Merril      |
| Rory Calhoun     | Eben            |
| William Powell   | J.D. Hanley     |
| Howard St. John  | Randall         |
| Leslie Parrish   | Susan           |

## Productie
De film werd opgenomen op locatie in New York bij 36 Sutton Place South, Sutton Place (Manhattan), de George Washington Bridge, de Hudson, het Rockefeller Center, en verder in Sun Valley in Idaho). De andere opnames werden gemaakt in de 20th Century Fox Studio's op Stage 14. Om de rol van Betty Grabble wat meer inhoud te geven gebruikte men delen van het toneelstuk "Loco" uit 1947. Het merendeel van de tekst kwam echter van "The Greeks Had a Word for It" uit 1930. Het laatste stuk was ook het meest succesrijke (253 voorstellingen tegen 37 voor Loco). De carrière van Grable was eigenlijk al voorbij, hoewel ze als eerste genoemd wordt op de aftiteling kreeg Monroe voorrang op de posters en op de trailers. Tussen beide vrouwen was echter geen sprake van na-ijver. Monroe en Grable werden vriendinnen op de set, waarbij de oudere actrice haar jongere tegenspeelster aanmoedigde het succes te grijpen.

## Muziek
De volgende muziek is in de film te horen:
- "Street Scene (aka Sentimental Rhapsody)" (Alfred Newman) uitgevoerd door The Twentieth Century-Fox Symphony Orchestra
- "New York, New York" (Lionel Newman/ Ken Darby) uitgevoerd door The Twentieth Century-Fox Symphony Orchestra
- "How About You?" (Burton Lane)
- "I've Got a Feelin' You're Foolin'" (Nacio Herb Brown)
- "Home on the Range" (Daniel E. Kelley)
- "Deep in the Heart of Texas" (Don Swander)
- "Ach, du Lieber Augustine" (onbekend)
- "Sweet and Lovely" (Gus Arnheim, Harry Tobias en Neil Moret)
- "You'll Never Know" (Harry Warren)
- "I Know Why (and So Do You)" (Harry Warren)
- "Bruidskoor uit Lohengrin" (Richard Wagner)

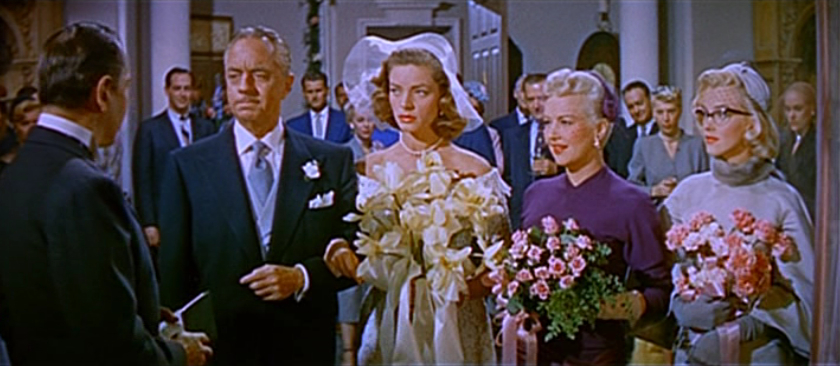
William Powell, Bacall, Grable en Monroe.